# Only the Lonely
Only the Lonely (no Brasil: Mamãe Não Quer que Eu Case) é um filme lançado em 24 de maio de 1991, escrito e dirigido por Chris Columbus, estrelando John Candy, Ally Sheedy, Maureen O'Hara e Anthony Quinn.

## Sinopse
Danny Muldoon (John Candy) é um policial estadunidense de 38 anos da cidade de Chicago, que vive com sua mãe Rose Muldoon (Maureen O'Hara), uma irlandesa que o ainda trata como uma criança. Ele se apaixona por uma moça tímida chamada Theresa Luna (Ally Sheedy). Sua mãe, ao sentir que a moça poderia tirar seu filho de casa, coloca-se contra o relacionamento e faz de tudo para que o mesmo dê errado.